# マディディティティ
マディディティティ (Plecturocebus aureipalatii) は、哺乳綱霊長目サキ科Plecturocebus属に分類される霊長類。

## 分布
ボリビア北西部（Beni川西岸）

## 形態
頭胴長（体長）オス81.7センチメートル、メス80センチメートル。尾長オス52.4センチメートル、メス48センチメートル。体重オス1キログラム、メス0.9キログラム。喉や腹面・肘や膝より先端の四肢は濃橙色。

## 分類
種小名aureipalatiiは、Madidi国立公園などに財政的な支援を行ったGoldenPalace.comに由来する。

## 人間との関係
2015年の時点では分布域の大部分が保護されており、主な脅威がなく生息数も激減しているとは考えられていないことから種として絶滅の恐れは低いと考えられている。一方で道路建設や採掘・サトウキビ用のプランテーションの転換などの、生息地の破壊による影響が懸念されている。